# Dictionnaire égoïste de la littérature mondiale
 (février 2020).
- Si vous ne connaissez pas le sujet, laissez ce bandeau (vous pouvez alors contacter les auteurs).
- Si vous supprimez le contenu mis en cause (vous pouvez préalablement contacter les auteurs),

argumentez précisément cette suppression dans la page de discussion
(un manque de référence n'est pas un argument ; une recherche réelle de référence doit avoir été effectuée, être formellement documentée).
Le Dictionnaire égoïste de la littérature mondiale est un livre de Charles Dantzig publié en 2019 aux éditions Grasset.

## Présentation
Comme le Dictionnaire égoïste de la littérature française, paru en 2005, le Dictionnaire égoïste de la littérature mondiale est composé de notices sur des œuvres (Le Guépard, Le Petit Livre rouge…), auteurs (Eschyle, Gabriel García Márquez…), personnages (Ali-Baba, Arturo Ui…) et notions littéraires (imagination, bonheur…), auxquels s’ajoutent cette fois des « express » (Machiavel express, esthétique express…). Le tout est classé par ordre alphabétique mais répond à la fois à une logique interne (renvois, notices se complétant) et à un souci de composition (les notices ne sont pas choisies ou ne se suivent pas par hasard). Les notices sont à la fois subjectives et didactiques, et portent sur des littératures de tous les pays et de toutes les époques. Ce second Dictionnaire est consacré à la littérature « mondiale », et non « étrangère ». L’auteur explique dans une entrée (« étranger ») qu’il ne croit pas à la notion d’étranger en littérature.

## Réception critique
Le Dictionnaire égoïste de la littérature mondiale a, comme son prédécesseur, reçu un grand succès critique. Il est qualifié d’« évènement de la rentrée littéraire » par le magazine Transfuge, de « tableau passionnant » dans Le Figaro) ou de « pavé succulent » dans Le Soir.

## Édition
- Dictionnaire égoïste de la littérature mondiale, éditions Grasset, 2019  (ISBN 9782246820741).